# Mission héliographique
La Mission héliographique est une commande publique française effectuée par la Commission des monuments historiques en 1851 auprès de photographes dans le but d'inventorier sous forme d'images une partie du patrimoine historique national, soit 175 édifices.
Durant l'été 1851, la jeune Commission des monuments historiques charge les photographes Henri Le Secq, Gustave Le Gray, Auguste Mestral, Édouard Baldus et Hippolyte Bayard de « recueillir des dessins photographiques d'un certain nombre d'édifices historiques ». La commission voit dans l'héliographie un moyen rapide et efficace de documenter et de préparer les restaurations des monuments historiques dont elle a la charge. Le terme de « Mission héliographique » est postérieur à la mission elle-même, nom donné par les historiens et non par l'administration, mais il désigne sans ambiguïté la commande faite par la commission et les travaux photographiques qui en résultent.
Cette Mission est considérée comme un évènement marquant de l'histoire de la photographie car elle va favoriser l'expérimentation de nouveaux procédés à grande échelle. Première commande d'ampleur de l'État passée à des photographes, ce programme en a inspiré de nombreux autres, en France (Inventaire général en 1964, Mission photographique de la DATAR en 1980) et aux États-Unis (section photographique de la Farm Security Administration en 1935), par exemple.

## Contexte
Si la notion de monument historique apparait lors de la Révolution française avec la création de la Commission des monuments et le musée des monuments français, il faut attendre le début du XIXe siècle pour que la Puissance publique commence à lui donner une réalité. Malgré la création en 1830 du poste d'inspecteur des monuments historiques, il faudra attendre dix ans avant que la commission sous la houlette de Prosper Mérimée ne publie sa première liste qui compte alors 1 082 monuments monuments historiques — en 2012, il y avait en France 44 236 monuments historiques référencés dans la base Mérimée.
En parallèle, la société qui se met en place dans les années 1820 redécouvre son passé et prend conscience de l'importance de la sauvegarde des monuments anciens. Le mouvement Romantique dont la sensibilité s'oppose au classicisme et à la rationalité va réhabiliter le Moyen Âge et la Renaissance et favoriser ainsi le retour en grâce des styles roman et gothique. Cet engouement prend la forme de Sociétés archéologiques qui fleurissent à mesure que les Voyages pittoresques et romantiques dans l'ancienne France du Baron Taylor explorent les régions de France et en décrivent les richesses.
Par ailleurs, après les expériences de Nicéphore Niépce, la photographie voir officiellement le jour en 1839 lors de la présentation par François Arago à l'Académie des sciences de daguerréotypes. Ce tout jeune medium est à la croisée de la recherche scientifique et des aspirations esthétiques de son temps et va peu à peu s'imposer à la commission des monuments historiques qui cherche à enrichir son inventaire. La commission demande par exemple en 1850 à Henri Le Secq de prendre des photos de la cathédrale d'Amiens avant le début de sa restauration par Viollet-le-Duc.
Enfin, en janvier 1851, le baron Jean-Baptiste Louis Gros diplomate et daguerréotypeur, crée, avec l'aide de Benito R. de Monfort, la Société héliographique qui a pour but de faire connaître et d'améliorer les techniques photographiques. Cette société savante est composée d'artistes, de scientifiques, de photographes, et d'écrivains, elle possède un hebdomadaire, La Lumière, dont la première livraison est assurée le 9 février 1851. La Société héliographique compte aussi parmi ces membres des proches de Mérimée, Léon de Laborde et Eugène Durieu.
C'est dans ce contexte que va naître la Mission héliographique. La commission des monuments historiques confie à cinq photographes, tous membres de la Société héliographique, de saisir sur plaques une série de monuments remarquables dont elle prévoit la rénovation, ou dont la rénovation a déjà commencé comme pour la église Saint-Nazaire de Carcassonne ou le château de Blois.

## Historique
Les procès-verbaux de la commission indiquent que Le Secq est choisi le premier, le 10 janvier 1851. Suivent Baldus et Mestral, le 17 janvier. Le 28 février, Mestral est écarté au profit de Bayard. Il est finalement retenu, le 9 mai, avec Le Gray. La Mission peut alors débuter et va durer tout l'été de 1851. Ne concevant pas leur mission comme un simple travail de documentation photographique, les cinq artistes choisissent souvent des points de vue, des cadrages aptes à produire autant de visions esthétiques des monuments dans un goût proche des Romantiques et de l'école de Barbizon.
Les 5 photographes mettront un an à fournir à la commission des tirages positifs des clichés réalisés. Dans un rapport du 24 septembre 1852, le directeur des Beaux-Arts annonce au ministre de l'Intérieur : « La direction des Beaux-Arts [a] aujourd'hui entre les mains tout le travail fourni par ces messieurs, à l'exception de celui de M. Bayard ».

### Les parcours des photographes

#### Henri Le Secq
Henri Le Secq est un photographe déjà expérimenté qui utilise dès son importation en France la technique du calotype mise au point par William Henry Fox Talbot. Le Secq qui a déjà travaillé en 1850 sur le chantier de restauration de la cathédrale d'Amiens pour Viollet-le-Duc, va se voir confier assez logiquement les autres grandes cathédrales du Nord et de l'Est dont celles de Reims, Laon, Troyes, et Strasbourg.

#### Gustave Le GrayetAuguste Mestral
À Le Gray revient le privilège d'explorer les châteaux de la Loire (Blois, Chambord, Amboise, et Chenonceau...), il doit aussi visiter plusieurs églises romanes, les chemins de Saint-Jacques-de-Compostelle et la région de la Dordogne. Il décide de travailler avec son élève Mestral dont la liste comporte, elle, le Centre de la France (Le Puy, Clermont-Ferrand) et le Sud-Ouest (dont Carcassonne, Albi et Perpignan). Ils travailleront de concert, signant certains clichés de leurs deux noms. Le Gray et Mestral dans leur vaste parcours réalisent plus de six cents prises de vues. L'historienne de la photographie Sylvie Aubenas explique que les deux artistes font le choix de travailler avec une nouvelle technique issue du calotype : le papier ciré sec.

« Les deux photographes expérimentèrent sur le terrain, pendant plus de trois mois, les possibilités du papier ciré sec, susceptible de produire, selon Le Gray, jusqu'à vingt-cinq ou trente épreuves par jour. »

#### Édouard Baldus
Baldus a pour terrain d'expérimentation tout le Sud Est de la France, depuis Fontainebleau jusqu'aux riches églises romanes de Bourgogne et du Dauphiné, ainsi que la Provence (Pont du Gard, Orange, Nîmes et Arles). Afin de rendre au mieux l'aspect monumental des édifices qu'il photographie, limité par la techniques de l'époque, il n'hésite pas à découper et assembler les négatifs pour constituer un cliché composite qui rend compte de la taille d'un amphithéâtre romain ou du clocher d'une église.

#### Hippolyte Bayard
Enfin, Bayard qui est un photographe déjà reconnu se voit confier l'Ouest, Bretagne et Normandie, incluant les sites médiévaux de Caen, Bayeux, et Rouen. Bayard est le seul dont aucune épreuve n'a été fournie à la commission et dont aucun négatif ne subsiste aujourd'hui. Pourtant il reçoit de la part de la commission une avance de remboursement de frais en novembre 1851 ce qui prouve qu'il a participé à la mission et qu'il a sans doute montré son travail. Plusieurs explications sont avancées pour justifier l'absence complète du travail de Bayard, en voici les deux plus probables : 
- Bien qu'ayant inventé un procédé de négatif sur papier, Bayard a fait le choix de travailler pour cette mission avec des plaques de verre à l'albumine. Jusqu'à l'invention du papier ciré sec, cette technique présentait l'avantage d'offrir un rendu fin des prises de vues. Elle a cependant deux inconvénients majeurs, une sensibilité faible et surtout des négatifs extrêmement fragiles. Cette possibilité, évoquée par le directeur du département photographique du MET Daniel Malcolm[4], expliquerait l'absence des négatifs de Bayard alors que les quatre autres photographes ont travaillé sur calotype.
- Dans son ouvrage[5] publié à l'occasion de l'exposition consacrée à la mission héliographique en 2002, l'historienne de la photographie Anne de Mondenard soutient au contraire que Bayard aurait tout simplement refusé de présenter son travail. Déjà aigri par le choix de l'État français de reconnaitre Daguerre plutôt que lui comme inventeur de la photographie en 1840, et voyant la qualité du travail produit par les autres photographes (qualité technique mais aussi esthétique), Bayard aurait volontairement jeté « (...) le voile sur sa production de 1851, comme il a dans le passé entretenu le flou sur ses inventions en ne publiant aucun de ses procédés ».

### Portée historique et artistique
En 1997, Anne de Mondenard, responsable du fonds de photographie à la Médiathèque de l'architecture et du patrimoine, insiste sur la portée de la Mission héliographique : 

## Redécouverte
Les clichés pris par les cinq photographes ne furent jamais publiés par la commission des monuments historiques qui les considère comme des documents de travail et en néglige la portée historique aussi bien qu'artistique. Comme le montre cet extrait de l'article « Restauration » du Dictionnaire raisonné de l’architecture française du XIe au XVIe siècle de Viollet-le-Duc :
« (...) la photographie présente cet avantage, de dresser des procès-verbaux irrécusables et des documents que l’on peut sans cesse consulter, même lorsque les restaurations masquent des traces laissées par la ruine. La photographie a conduit naturellement les architectes à être plus scrupuleux encore dans leur respect pour les moindres débris d’une disposition ancienne, à se rendre mieux compte de la structure, et leur fournit un moyen permanent de justifier de leurs opérations. Dans les restaurations, on ne saurait donc trop user de la photographie, car bien souvent on découvre sur une épreuve ce que l’on n’avait pas aperçu sur le monument lui-même. »
Le ton sarcastique de Francis Wey dans un compte rendu publié en 1853 montre toute la déception au sein de la Société héliographique :
« Cette collection de monuments anciens de notre France, on la doit, ainsi qu'il a été dit, au comité des Monuments qui, au retour des photographes, les a félicités, a reçu leurs clichés, et les a mis sous clef dans un tiroir, sans autoriser ni même tolérer leur publication. Le public est donc privé de ces estampes que chacun se disputerait ; les photographes sont frustrés de la publicité qu'ils avaient espérée, et notre pays ne peut se faire l'honneur de la plus belle œuvre qui se soit produite jusqu'ici. Nous avions demandé davantage et nous espérions mieux ».
Malgré les quelques articles publiés dans La Lumière par Francis Wey et Henri de Lacretelle qui rendent compte de la Mission, celle-ci va tomber rapidement dans l'oubli. Il faudra attendre l'essai de Raymond Lécuyer, Histoire de la photographie, publié en 1945, pour trouver un paragraphe consacré aux « héliographes en mission ». Lécuyer se base sur l'article publié en 1853 par Francis Wey, évoque les différents itinéraires des photographes et déplore lui aussi l'absence de publication des images.  
En 1965, dans le catalogue d'une exposition du musée d'Essen, Die Kalotypie in Frankreich, l'historien et collectionneur André Jammes indique pour la première fois avoir trouvé les négatifs qui sont toujours conservés en France à la direction de l'Architecture. Dans la traduction française de l'essai de Beaumont Newhall, History of Photography (1967), le même André Jammes, s'autorise quelques modifications et ajoute des informations concernant la Mission héliographique dans cet ouvrage très américano-centré. Malgré ces informations, aucune initiative d'exposition en France ou de publication des clichés ne voit le jour.   
En 1979, le conservateur au Département des estampes et de la photographie de la Bibliothèque nationale de France, Bernard Marbot exprime sa déception : 

« Cette moisson de calotypes, dont on retrouve des éléments dans le fonds du service des archives photographiques et des tirages, ici et là, n'a pas fait l'objet de publications importantes (...). Disons carrément qu'ils sont restés ignorés. »

Enfin, en 1980 à l'initiative de l'historien Philippe Néagu une exposition itinérante intitulée La Mission héliographique, photographies de 1851 est finalement organisée par la direction des Musées de France et présente une centaine de retirages obtenus d'après les négatifs originaux, sauf ceux de Bayard, non retrouvés. Enfin en 1992, des recherches conduites dans les fonds de photographies du musée des Monuments français et à la photothèque du Patrimoine permettent de recenser 258 épreuves et 251 négatifs (7 négatifs sont indiqués manquants) remis par les photographes à l'issue de la Mission.  
Depuis un dépôt constitué de plus de deux cent cinquante négatifs papier a été fait au musée d'Orsay et plusieurs expositions ont mis à l'honneur les photographies « oubliées » de la Mission héliographique et leurs auteurs dont : 
- Photographier l'architecture, 1851-1920, présentée en 1994 au musée des Monuments français.
- La Mission héliographique, cinq photographes parcourent la France de 1851, présentées en 2002 à la Maison européenne de la photographie.

## Quelques tirages

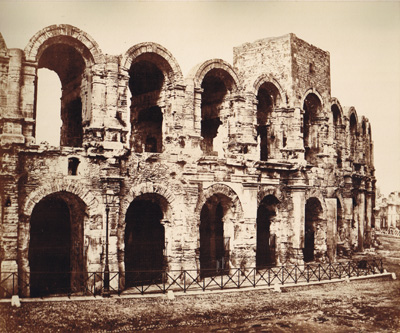
Les arènes d'Arles en 1851, par Baldus.
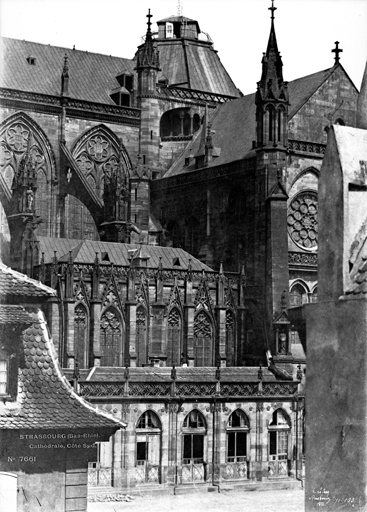
La cathédrale de Strasbourg en 1851 par Le Secq.
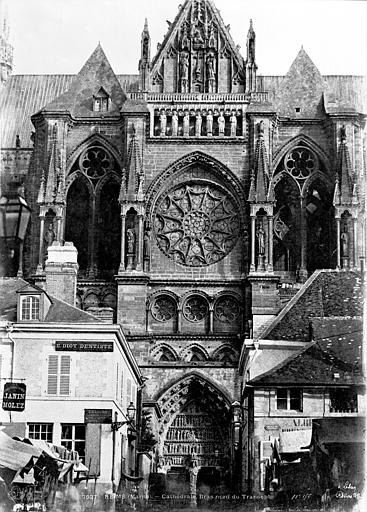
La façade Nord de la cathédrale de Reims, en 1851, par Le Secq.
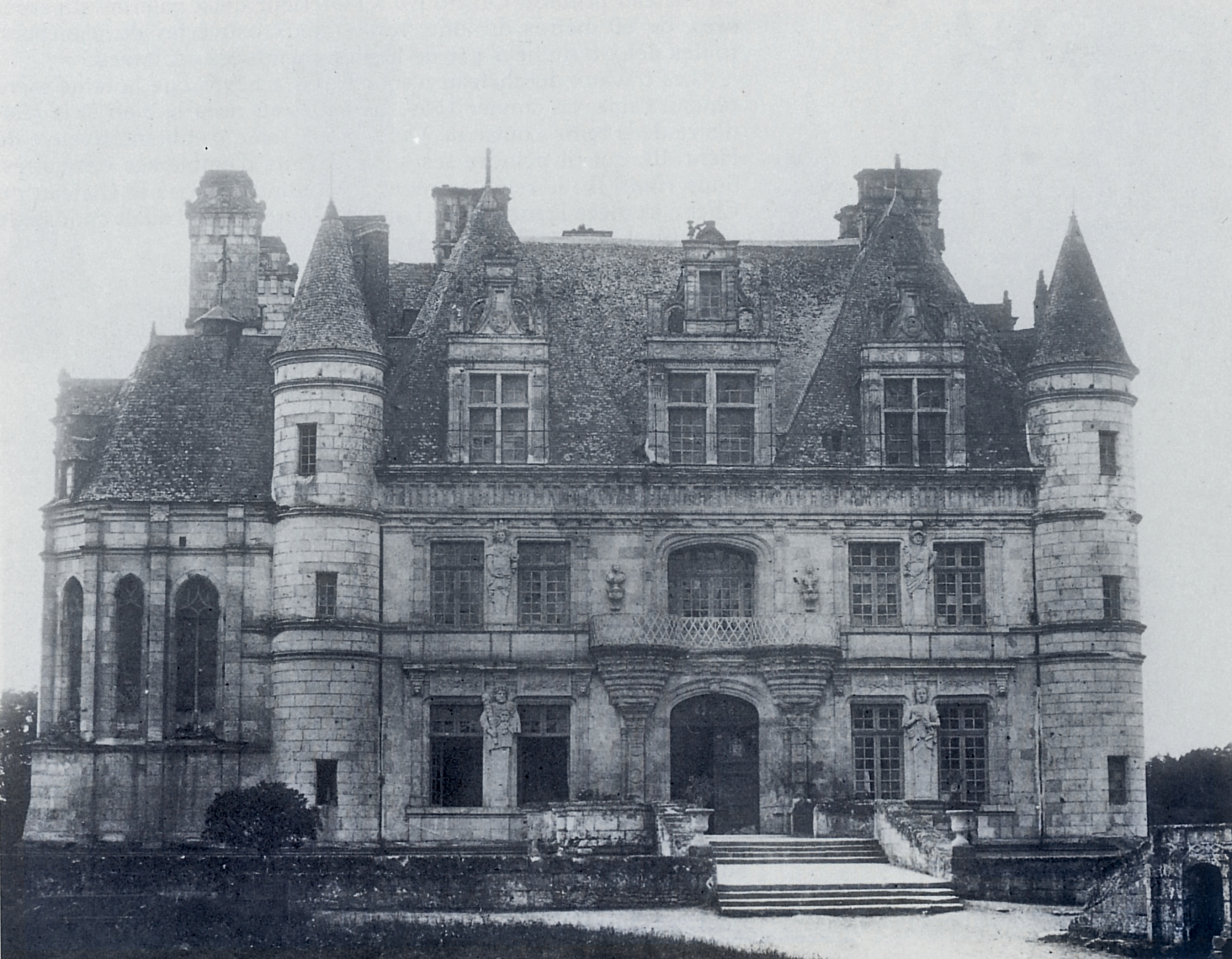
Le château de Chenonceau en 1851 par Le Gray.
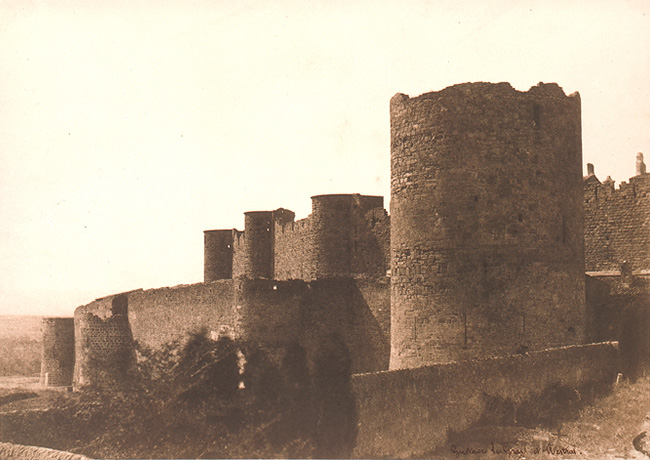
Les remparts de Carcassonne en 1851, par Le Gray et Mestral.
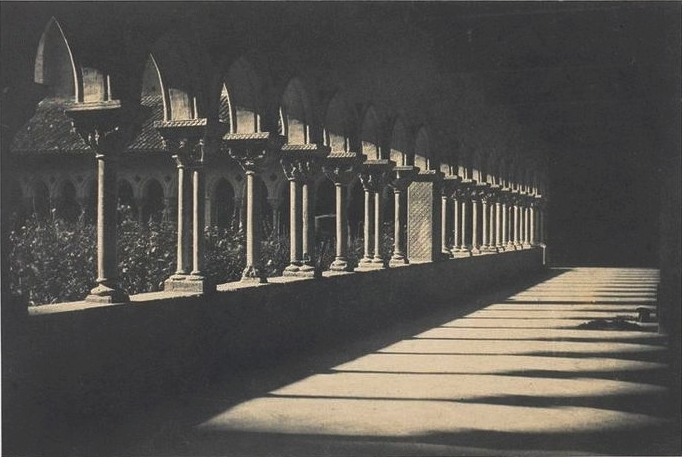
Le cloître de Moissac, en 1851, par Le Gray et Mestral.